# Bear Flat, Arizona
Bear Flat je naseljeno područje za statističke svrhe u američkoj saveznoj državi Arizona. Prema popisu stanovništva iz 2010. u njemu je živjelo 18 stanovnika.